# شابیزک (سرده)
شابیزک، بلادن (نام علمی: Atropa) نام یک سرده از خانواده بادنجانیان است.